# 札幌市立上野幌中学校
札幌市立上野幌中学校（さっぽろしりつかみのっぽろちゅうがっこう）は、札幌市厚別区上野幌にある市立の中学校である。

## 部活動
- スポーツ
  - サッカー部（2008年度に全道2回出場、全道ベスト8）
  - 野球部
  - 男女バドミントン部
  - ソフトテニス部
  - 男子バスケットボール部
- 文化
  - 吹奏楽部

## 著名な出身者
- 土井川真二（ボブスレー選手）
- 坂本功貴（北京オリンピック体操選手）
- 前貴之（サッカー選手・コンサドーレ札幌）
- 前寛之（サッカー選手・アビスパ福岡）
- 村本明久（俳優・アークエムプロモーション）